# La Femme auteur (Genlis)
Ne doit pas être confondu avec La Femme auteur.
La Femme auteur est une nouvelle de Madame de Genlis publiée dans le troisième tome de Nouveaux contes moraux, et nouvelles historiques en 1802. 
Dans cette nouvelle, de Genlis présente une jeune femme du nom de Nathalie ayant des prétentions à l'écriture dont l'histoire rappelle sa propre expérience en tant que femme auteur. Quelques années plus tard, Madame de Genlis écrit de nouveau sur l'écriture des femmes avec De l'influence des femmes sur la littérature française, comme protectrices des lettres et comme auteurs, ou Précis de l'histoire des femmes françaises les plus célèbres (1811) où elle exhorte aux femmes d’écrire et où elle prend résolument leur défense. La femme auteur illustre les difficultés pour Madame de Genlis et pour les femmes d’écrire aux XVIIIe et XIXe siècles, car après tout, « la moralité condamnant l’écriture des femmes, dans la nouvelle La femme auteur, permet justement à Mme de Genlis de faire des confidences, car encore plus que son personnage, Félicité cadre mal avec les normes. »

## Résumé
Cette œuvre s’intitule « La Femme auteur » écrit par Madame de Genlis. Cette nouvelle a été publiée pour la première fois en 1806 d’après le conte de « Nouveaux contes moraux et nouvelles historiques » sous l’Empire, elle met en garde les femmes voulant quitter leur conditionnement de vie sociale en devenant célèbres par la littérature.
Cette nouvelle sentimentale, possédant un texte fort intéressant qui par l’utilisation d’une histoire d’amour nous permet de nous renseigner sur la mentalité de la société au moment de l’Empire qui nous laisse apercevoir une société peu avant-gardiste sur l’indépendance de la femme dans le monde du travail.
Le roman nous conte l’histoire de deux sœurs à qui la nature leur a données les qualités qui font d’elles des femmes respectables. Néanmoins, un point les sépare. Nathalie aime écrire et souhaite publier ses écrits, ce qui est considéré comme la honte ultime pour l’époque. Nous avons donc affaire à une véritable question d’époque sur la place de la femme dans la littérature, mais pour pimenter leur aventure, une histoire d’amour verra le jour et suscitera de nombreux bouleversements au sein de la société et du lien qui unit les deux sœurs         .
La femme auteur est une référence autobiographique de Madame de Genlis qui évoque les dangers qui sont pour une femme de faire partie de la sphère privée ainsi qu’à faire preuve de leur compétence d’esprit pour en faire une démonstration à la société.
Cette nouvelle nous retranscrit la jalousie mais aussi la méfiance des femmes entre elles dans ce monde et plus encore cette jalousie des hommes à l’égard des femmes, en voici le sort réservé à ces précurseuses.

## Présentation des protagonistes
Dans la première partie du roman, nous découvrons deux femmes, Dorothée et Nathalie, deux sœurs orphelines de naissance élevées ensemble dans un couvent à Paris. Les deux sœurs se ressemblent par leur bonté de cœur et d’esprit.
Dorothée est une femme d’une extrême prudence dans son caractère et possède une grande noblesse d’âme. Elle possède un grand courage aux épreuves qui lui faisaient face, mais en faisant attention à ce que jamais ses sentiments ou ses devoirs de femme ne soient exposées au danger. Dans sa noblesse d’âme et sa force de courage, elle ne fit jamais de folies au cours de sa vie. Elle reçut un grand nombre de dons de la nature tels que la sensibilité, la générosité ainsi que l’imagination. Elle sut trouver de grandes ressources dans l’adversité.
Sa sœur Nathalie est pour elle l’opposée de Dorothée, même si elle possède elle aussi une grande bonté d’âme, elle est néanmoins inférieure à sa sœur, elle est forte et piquante. Elle possède une sensibilité et une flexibilité d’organisation qui la poussent à être d’une extrême curiosité. Elle avait gout pour le savoir ce qui la rendait capable de se livrer à de grandes études. Elle aimait tous les types d’art. Toutes ces variétés en elle lui donnaient l’apparence d’une femme inconstante. Sa trop grande bonté lui fit perdre beaucoup chez elle, la duperie, la folie, la faiblesse et sa crédulité lui causèrent bien des ennuis.
Nous découvrons par la suite le personnage de Germeuil et celui de la Comtesse de Nangise. Germeuil, un homme recherché et brillant dans la société, dont sa vanité en lui a pris contrôle de son corps.
La comtesse de Nangis, une femme gravement malade, succombe au charme de Germeuil. Elle demandera à Nathalie pour laisser libre cours à son amour de se retirer entre elle et Germeuil. Néanmoins, la comtesse tombe gravement malade et finit par succomber de sa maladie.
Méladine est une jeune femme veuve, en possédant une grande fortune. Coquette d’esprit, elle s’attaque à Germeuil éperdument amoureux de Madame de Nangis. 

## Contextes historique et littéraire autour deLa Femme auteur

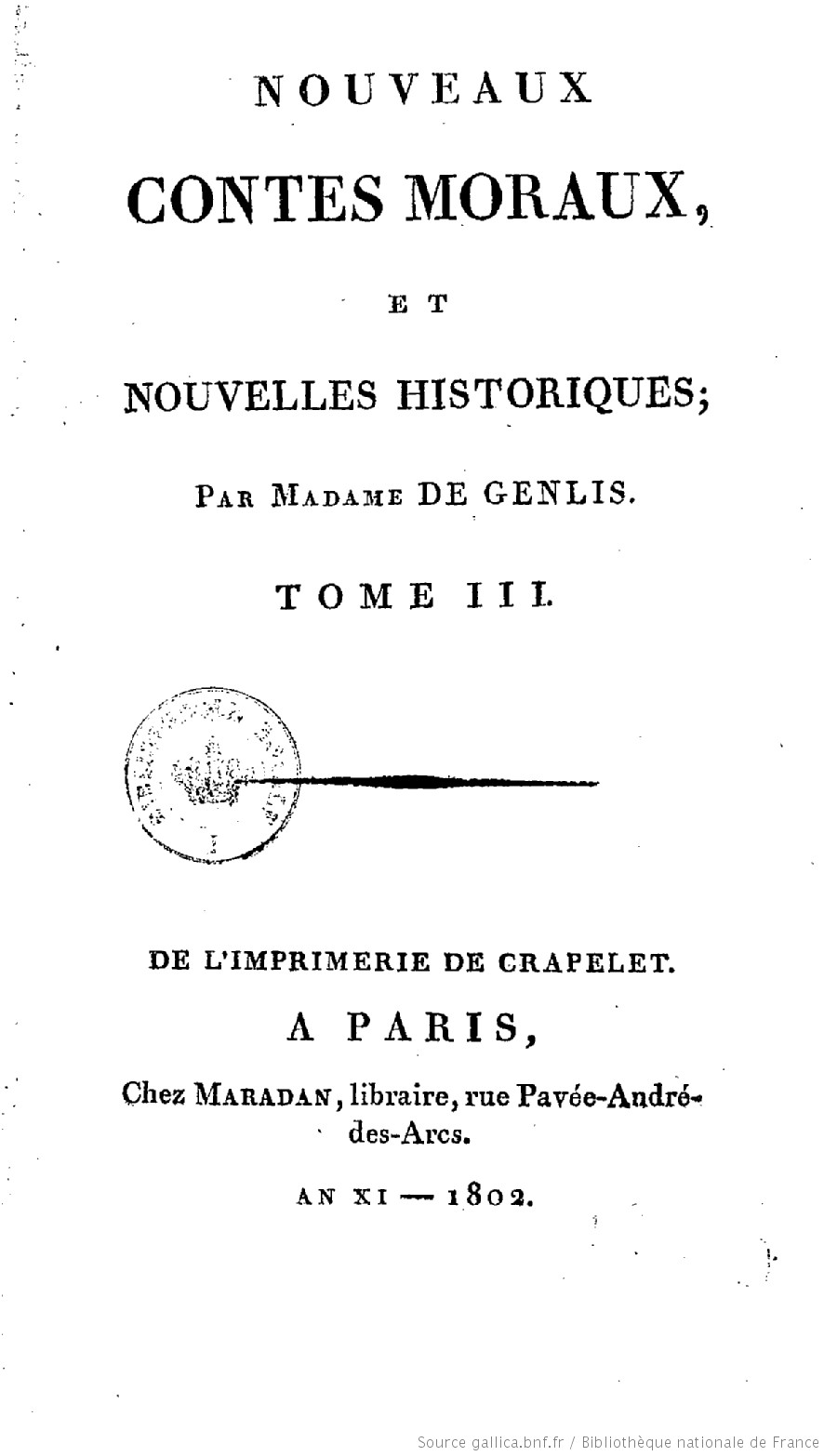
Page titre du recueil Nouveaux contes moraux et nouvelles historiques, 1802. (Gallica BnF)

La vie de Mme de Genlis (1746-1830), et conséquemment toute sa production littéraire, est suspendue à la commissure de deux grandes périodes de l’histoire générale et littéraire. À dos des Lumières et à l’orée du romantisme, les œuvres de Genlis, notamment la nouvelle La Femme auteur, sont sursises à un entre-deux historique généralement désignée par les historiens comme le « Tournant des Lumières ». La période réfère habituellement aux années 1780 à 1820 (Roland Mortier, Fabienne Bercegol, Stéphanie Genand et Florence Lotterie) bien que d’autres spécialistes la place plutôt entre 1760 et 1820 (Jacques Voisine). Elle reste toutefois très peu définie et ne réfère pour l’instant qu’à une tension de transition d’un siècle à l’autre. Sursises et non sublimées, car récemment rebaptisée « période sans nom » par un collectif des éditions Classiques Garnier en 2016, elle devient un lieu de réflexion sur la « fabrique d’une histoire littéraire » indépendante des mouvements qui l’encadrent et pensée selon les œuvres et activités des femmes du temps. Il s’agit, comme le dit Claude Millet dans ledit collectif « d’un XVIIIe qui n’est plus et un XIXe qui n’est pas encore ».

### La fin des Lumières
La Révolution marque les consciences du sceau de l’histoire : les contemporains sentent que les événements présents et futurs formeront les bases d’une postérité proprement nationale. La transition de l’impérial au républicain, au milieu de ses ruptures idéologiques et de ses (re)nouveaux politiques, est captée par les écrivains dans un « esprit historique qui se manifeste aussi bien dans les sujets traités par les dramaturges et poètes que dans l’appréciation des œuvres par la critique. » Il ne s'agit pas encore de l'écrivain romantique à la plume politique, « sorte de héros hugolien». Cet esprit nouveau de critique de « portrait d’écrivains » qu’incarnera Sainte-Beuve quelques années plus tard commence toutefois dans l’antre de la « période sans nom ». Le collectif Garnier illustre bien l’embarras de la tradition face à la montée d’une intuition historique :
Avec la Révolution, les contemporains qui ont baigné suffisamment longtemps dans la culture d’Ancien Régime sont confrontés à une épreuve d’accélération du temps susceptible de se formuler en termes d’appréhension inquiète des rythmes de l’innovation littéraire, à travers laquelle s’impose non seulement la nécessité de « repenser les modes d’actualisation de la tradition littéraire », mais celle de penser sa propre tradition comme précaire avenir. Dans l’expérience nouvelle d’un régime d’historicité, il y a ce que le présent doit faire du passé, mais aussi ce que le futur fera du présent : alors peut jouer le sentiment que ce qui fait l’actualité, ce qui fait événement dans la langue et la littérature, est voué à la fugacité de la mode.
Adeline Gragam mène une analyse statistique de la production féminine (savante, littéraire et scientifique) entre 1690 et 1804 et soutient ce propos en dénotant une montée exponentielle des œuvres signées de femmes au Tournant des Lumières. En effet leur période la plus prolifique serait celle de 1775 à 1792. Genlis est manifestement imprégnée des réflexions que ce vent révolutionnaire soulève, car ses œuvres sont très souvent consacrées à l’analyse et à la critique de la société qu’elle observe. Les Nouveaux contes moraux font ainsi partie d’une tendance plus générale, d’un mouvement qui certes n’est pas cristallisé par un rassemblement ou une coalition volontaire, mais qui prouve que les écrivaines sont elles aussi à la recherche d’une tradition qui leur appartiendrait pour passer à l’histoire. Toutefois, les contemporains n’ont pas simplement oublié les Lumières. On ressent l’héritage du Siècle des Idées chez Genlis entre autres dans les valeurs que l’œuvre de femmes doit véhiculer (« écriture de la pudeur et de la vertu, largement soumise à des impératifs moraux et religieux  »).

### Reconstruire une tradition littéraire
À la fin de l’Ancien Régime, « un français sur trois sait écrire  » et l’éducation des femmes ainsi que leur accès à la culture, qui régressera sous Bonaparte, avait grandement cheminé par rapport au XVIIe siècle. Il est naturel que dans l’effervescence de l’alphabétisation (et conséquemment, de la montée des activités intellectuelles), l’on ressente le besoin d’un triage. Parmi les savantes du XVIIIe, certaines se sont portées au service de la création littéraire (Marie-Anne Barbier, Françoise de Graffigny, Fanny de Beauharnais par exemple) d’autres de la tradition littéraire, ou du moins à sa recherche, (Germaine de Staël ou Constance Pipelet comme l’a montré Martine Reid dans Des Femmes en littérature) parmi elles, Mme de Genlis. Le choix d’éditer des contes moraux est également une revendication si l'on considère leur essor dès la deuxième moitié du XVIIIe siècle. Genlis est avant tout très concernée par l’éducation, d'abord en tant que gouvernante, mais surtout dans la mesure où elle considère que les femmes réaliseraient beaucoup plus que leurs rivaux si elles pouvaient tirer parti de la même éducation. Ainsi supporte-t-elle non seulement que les talents de femmes pour certains genres littéraires sont une conséquence de les avoir cantonnés à des contrées retirées, mais aussi que les qualités erronément dites innées des femmes en sont le fruit — et du reste les rende au contraire mieux disposées à ces domaines où l’homme doit redoubler d’effort : « l’imagination, la sensibilité et élévation de l’âme  ».

### Les « nouveaux contes moraux »
En ordre de publication, Salomon Gessner semble avoir ouvert la voie (Conte moraux et nouvelles idylles, 1773), suivi de Mme de Laisse (Nouveaux contes moraux, 1774) puis de Marmontel du même titre en 1789. Viennent ensuite Mme de Genlis (1801), Mme de Flesselles (1825) et l’Anglaise Amelia Opie (1818) aux œuvres également toutes du même titre. Ces quelques exemples restent très généraux et écartent les contes moraux destinés aux enfants, parfois écrits de mains d’hommes. Genlis ne cite aucun de ces prédécesseurs parmi les 73 femmes auteurs sélectionnées dans le dictionnaire/essai De l’influence des femmes sur la littérature française, comme protectrices des lettres et comme auteurs, ou Précis de l’histoire des femmes françaises les plus célèbres (1811). La rigueur qu’elle attend des femmes de lettres obombre donc un passé littéraire qu’elle rebâtit volontiers dans son Précis, mais aussi par le recueil de nouvelles en le désignant implicitement comme référence.

## Analyse

### Une conception de la femme auteur chez Genlis
La Femme auteur traite, par la fiction, des liens entre féminité et auctorialité. Mais dans l’œuvre de Genlis, qu’on a déjà appelée la « sœur » de Madame de Staël, cette réflexion n’est pas seulement mise en récit : elle est aussi menée, de manière extensive, sur un plan essayistique. Certaines études ont voulu faire état d’une conception préalable de la femme auteur genlisienne, conception qui accompagnerait la fiction et qui serait exemplifiée par elle ; et dont les codes seraient explicités, notamment, dans De l'influence des femmes sur la littérature française, essai d’histoire de la littérature publié en 1811.

### Une adéquation défaillante au modèle
Xima Zubillaga Puignau résume bien la conception de la femme auteur esquissée dans l'essai de Genlis en y dégageant trois traits principaux, à savoir : ne pas vouloir publier à tout prix ; si publication il y a, n’écrire que sur des thèmes religieux et moraux ; enfin, se refuser à répondre aux critiques, à moins qu’elles n’inventent des faits ou citent le texte de manière erronée, attribuant à l'auteur des propos non tenus.
Pour Puignau, ces injonctions sont partiellement respectées par le personnage de Natalie dans La Femme auteur. Elle note que le premier principe y est ignoré presque complètement : en effet, même si Natalie exprime d’abord de la « répugnance » à l’idée de faire imprimer ses écrits, elle reconnaît rapidement que cette répugnance instinctive est due davantage aux attentes de la société à l’égard des femmes qu’à de véritables réticences à se faire lire ; ainsi, lors d’une conversation avec sa sœur, s’exprime-t-elle en ces termes : « Je sens à cet égard une répugnance que je crois invincible. Mais, loin qu’elle soit raisonnée, il me semble qu’elle n’est fondée que sur ma timidité naturelle et sur des préjugés. »
Le deuxième principe est, selon Puignau, respecté partiellement - seulement avant que Natalie ne publie son premier ouvrage. D'après Puignau, les ouvrages écrits mais non publiés par Natalie sont déjà jugés utiles aux mœurs : en vérité, on ne connaît pas clairement la teneur des ouvrages écrits et publiés par Natalie, mais ils ne sont probablement pas moraux ni religieux : en effet, au début du récit, Natalie dit à sa sœur : « […] si par la suite je devenais capable de faire des ouvrages utiles à la jeunesse, à la religion ou aux mœurs, ne serait-ce pas un devoir de les rendre public ? », ce qui nous indique qu'elle n'a pas encore été capable de le faire. Par conséquent, ce deuxième principe est aussi intégralement ignoré par Natalie, dont on nous dit par ailleurs que les ouvrages contiennent des « phrases touchantes, inspirées par l’amour », donc ni à visée morale, ni à caractère religieux.
Quant au troisième et dernier principe - celui selon lequel on ne doit répondre aux critiques qu’en cas de fausses attributions -, Puignau souligne qu’il est le seul principe respecté intégralement par Natalie : si celle-ci elle répond au critique Surval, qui assassine son deuxième ouvrage dans les journaux, c’est que le critique « lui attribue faussement des intentions malignes qu’elle n’avait jamais eues. » Elle le fait donc pour sauver son honneur, et n’enfreint pas, ce faisant, les limites de son rôle de femme auteur.

### Une femme trop «romanesque»
Pascale Navarro voit bien la dimension d’abord morale de cette fonction de femme auteur chez Genlis ; ainsi écrit-elle : « […] de Genlis décrit tout au long de sa carrière le rôle des femmes en littérature : celui-ci est lié à la morale […] ; et si elles franchissent les limites de la bienséance, les femmes auteurs devront toujours s’attendre à être rejetées du monde des lettres. »
Pour Florence Lotterie, c’est le « manque de réalisme » de Natalie qui la fait sortir du droit chemin de la bienséance. C’est ce caractère trop « romanesque » qui, selon Lotterie, « attache à la femme auteur une nature féminine spécifique » : il devient source de tension entre féminité et auctorialité, car l’harmonie des deux fonctions – femme et auteur – nécessite les concessions énumérées plus haut (les trois principes), ce qu’en d’autres mots Lotterie appelle « du pragmatisme, de l’adaptation au réel ».
Bref, pour Lotterie, la dimension morale du conte repose sur une critique du « tempérament chimérique » du personnage de Natalie. En outre, Lotterie note que Genlis tente, par les voies du contre-exemple, de valoriser sa propre position dans la France de l’époque, caractérisée par le retour d’émigration des nobles exilés pendant la révolution – à savoir la position d’une femme auteur ayant cru bon de respecter, justement, les principes qu’elle s’évertuait à prêcher. Ainsi, la dimension morale du récit aide par ailleurs à la constitution d’une image de soi favorable à l'auteur, typique de l’écriture « réflexive » de Genlis.